# Atalia (roślina)

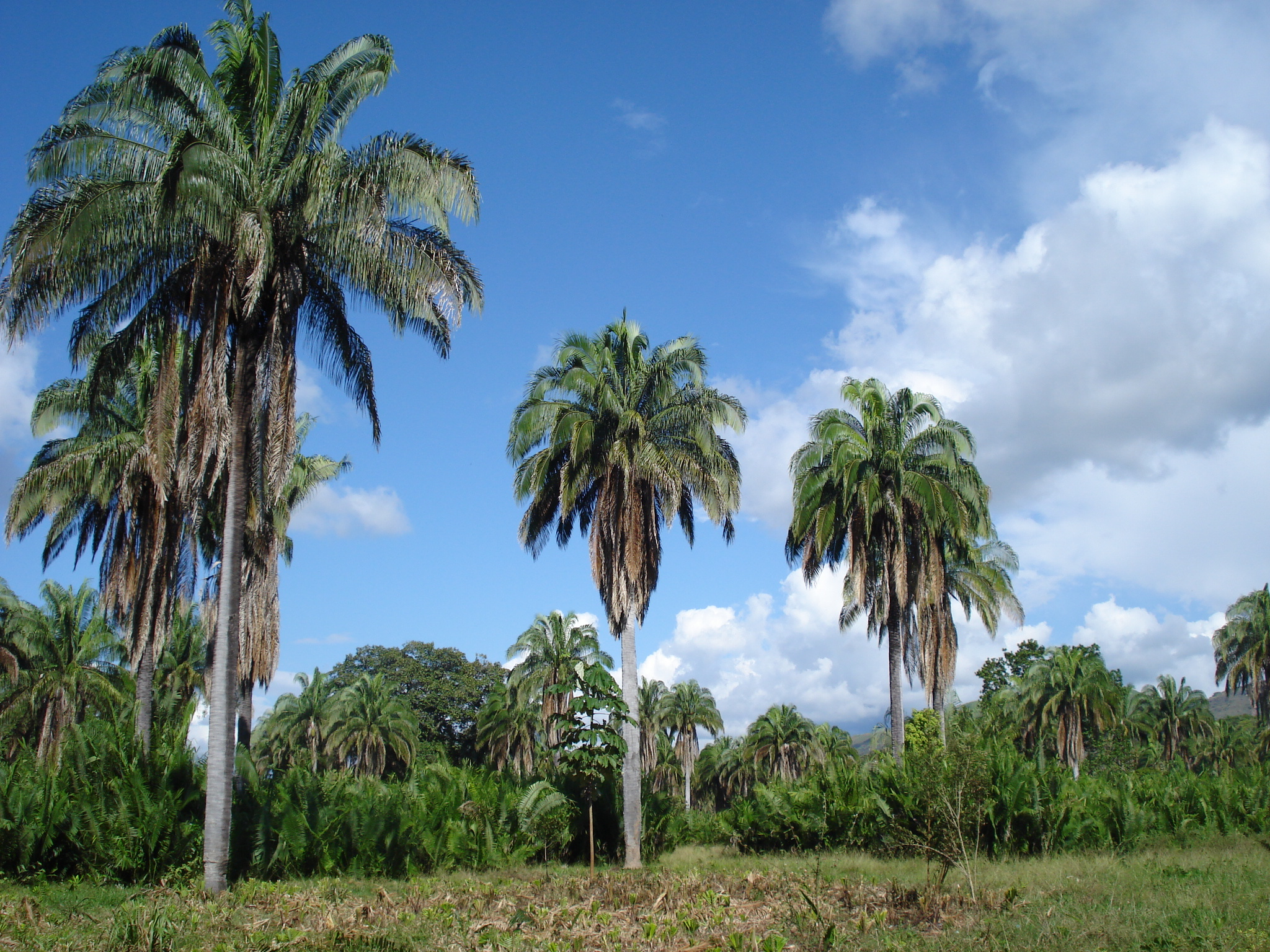
Attalea butyracea

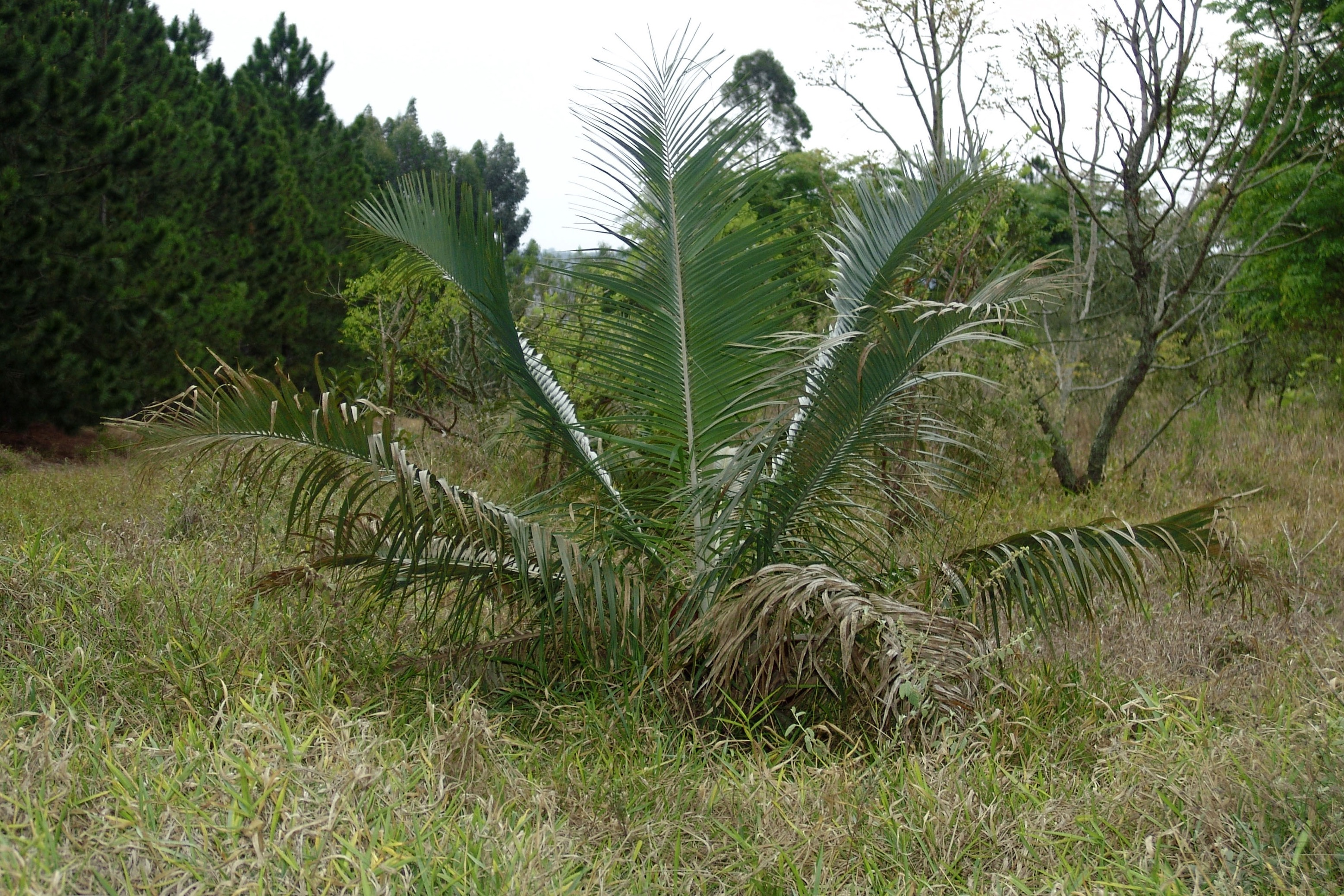
Attalea humilis

Atalia, attalia, miąglina (Attalea Kunth) – rodzaj roślin z rodziny arekowatych. Obejmuje 66–69 gatunków, przy czym współcześnie włącza się zwykle do tego rodzaju Maximiliana, Orbignya, Scheelea (choć jeszcze w 1999 postulowano ich rozdzielenie). W wąskim ujęciu należało tu ok. 30 gatunków. Rośliny te występują w tropikalnej części Ameryki Południowej, w Ameryce Centralnej (na północy po Meksyk) oraz na Antylach, gdzie rośnie jeden gatunek A. crassispatha, który jest endemitem Haiti (zachowało się mniej niż 50 okazów mających wielki problem z rozsiewaniem się – owoce są przysmakiem dzieci, a młode rośliny – zwierząt hodowlanych).
Palmy te mają zwykle wolno rosnące, ale osiągające okazałe rozmiary kłodziny, czasem też skrócone, często wielkie liście pierzasto złożone, kwiatostany z kwiatami obu płci i duże owoce. Zasiedlają różne siedliska od wilgotnych lasów równikowych po suche formacje cerrado i campo rupestre. Liczne gatunki uważane są za drzewa pionierskie, często tworzące niemal jednogatunkowe agregacje wzdłuż brzegów rzek i na terenach zalewowych.
Liczne gatunki to ważne rośliny użytkowe, dostarczające olejów, jadalnych owoców i liści, włóknodajne, ozdobne, wykorzystywane w plecionkarstwie i do krycia dachów, jako źródło opału i rośliny lecznicze.
Nazwa rodzajowa upamiętnia Attalosa III, starożytnego króla Pergamonu, zajmującego się uprawą roślin leczniczych.

## Morfologia

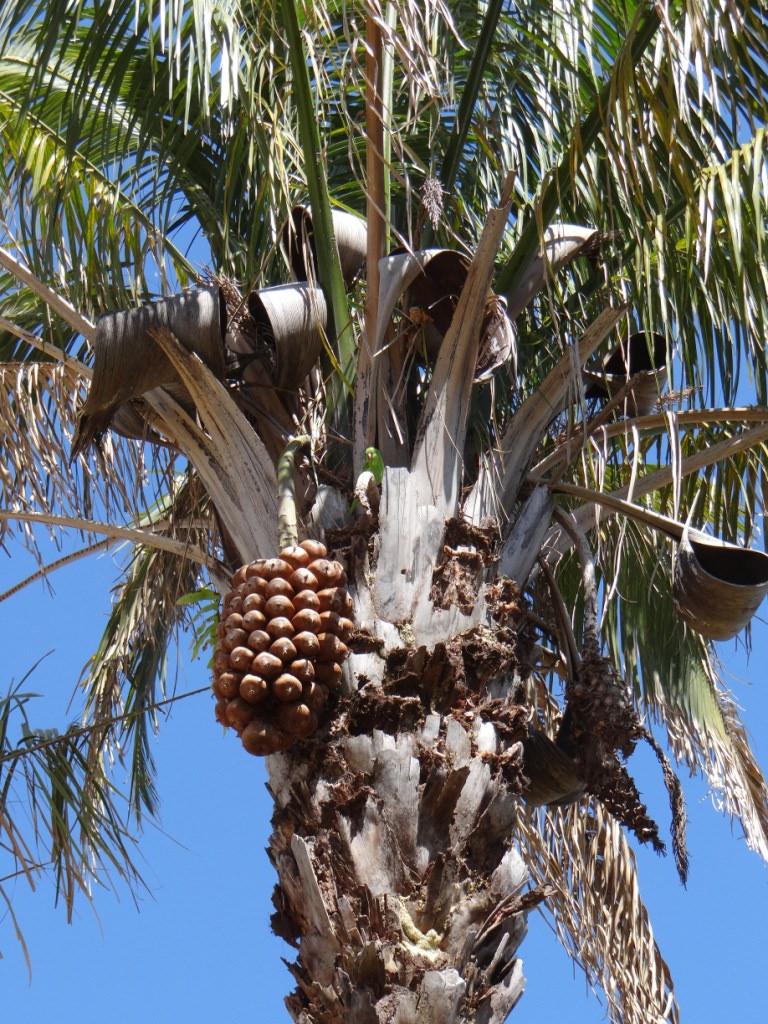
Owocująca palma Attalea brasiliensis

PokrójPalmy niewielkie do okazałych, z pojedynczą, prosto wzniesioną kłodziną, ale też u części gatunków z łodygą skróconą, podziemną, w tym wykazującą dodatni geotropizm. Kłodzina oczyszcza się i pozostaje naga, ze śladami tylko po opadłych liściach. Rośliny pozbawione są kolców.
LiścieOsiągające okazałe rozmiary, pierzastozłożone. Pochwa liściowa gruba, mniej lub bardziej włóknista. Ogonek liściowy różnej długości (długi u gatunków, których pęd rośnie w głąb ziemi), czasem brak go zupełnie, u nasady rynienkowaty, dalej zaokrąglony, w różnym stopniu owłosiony. Oś liścia rynienkowata, zaokrąglona, spłaszczona lub kanciasta. Listki bardzo liczne, równowąsko lancetowate, z pojedynczym kilem i wyraźną żyłką centralną, nieregularnie rozdzielające się na wierzchołku.
KwiatyJednopłciowe, ale kwiaty obu płci wyrastają na tych samych roślinach (palmy jednopienne), przy czym poszczególne kwiatostany mogą być tylko męskie, żeńskie lub mogą zawierać kwiaty obu rodzajów. Kwiatostany są prosto wzniesione lub w różnym stopniu zwisające, pojedynczo podzielone, przy czym rozgałęzienia są krótkie, często kwiaty są niemal siedzące na głównej osi. Szypuła kwiatostanu różnej długości, wyrasta spomiędzy liści. Podsadka (spatha) okrywa cały kwiatostan w pąku, rozrywa się w miarę jego wzrostu, ale zachowuje się w postaci kaptura u jego nasady z czasem drewniejąc. Kolejne podsadki przy rozgałęzieniach kwiatostanu, są mniejsze, skórzaste, trójkątne. Oś kwiatostanu dłuższa lub krótsza od szypuły, z odgałęzieniami jednostronnymi lub skrętoległymi. Rozgałęzienia kwiatostanu z kwiatami męskimi mają zwykle nagą część u nasady i dalej rozmieszczone pojedynczo lub parami kwiaty, wyrastające w dwóch rzędach lub skrętolegle. Odgałęzienia z kwiatami obu płci są podobne z kilkoma kwiatami żeńskimi bliżej nasady lub z kwiatami obu płci w triadach i kwiatami męskimi w partii szczytowej. Rozwijają się także odgałęzienia tylko z kwiatami żeńskimi.
Kwiaty męskie są asymetryczne, z trzema wyraźnymi, ale niewielkimi, trójkątnymi listkami zewnętrznego okółka okwiatu i bardziej okazałymi trzema, jajowatotrójkątnymi listkami okółka wewnętrznego. Pręcików jest od 3 do 75 i zwykle są one krótsze od okwiatu, z cienkimi, różnej długości nitkami, z pylnikami prostymi lub skręconymi, czasem o strzałkowatej nasadzie. Płonna zalążnia drobna lub brak jej zupełnie.
Kwiaty żeńskie znacznie większe od męskich, jajowate, z trzema wyraźnymi, skórzastymi listkami okółka zewnętrznego i trzema zaokrąglonymi lub trójkątnymi listkami okółka wewnętrznego. Słupkowie powstaje z trzech lub nieco większej liczby zrastających się owocolistków, kształtu jajowatego lub nieco gruszkowatego, na szczycie zwężające się i zwieńczone znamieniem z liczbą równowąskich i odginających się w czasie kwitnienia łatek odpowiadającą liczbie owocolistków. W każdym owocolistku rozwija się pojedynczy zalążek.
OwoceJajowate pestkowce z jednym do kilku nasionami, na szczycie zwykle z pozostałościami znamienia. U nasady owoców zachowuje się trwały okwiat. Egzokarp jest delikatnie bruzdkowany, pokryty łuskami. Mezokarp mięsisty i włóknisty. Endokarp bardzo gruby i twardy, gładki lub o urzeźbionej powierzchni. Nasiona elipsoidalne lub nieco spłaszczone.

## Systematyka

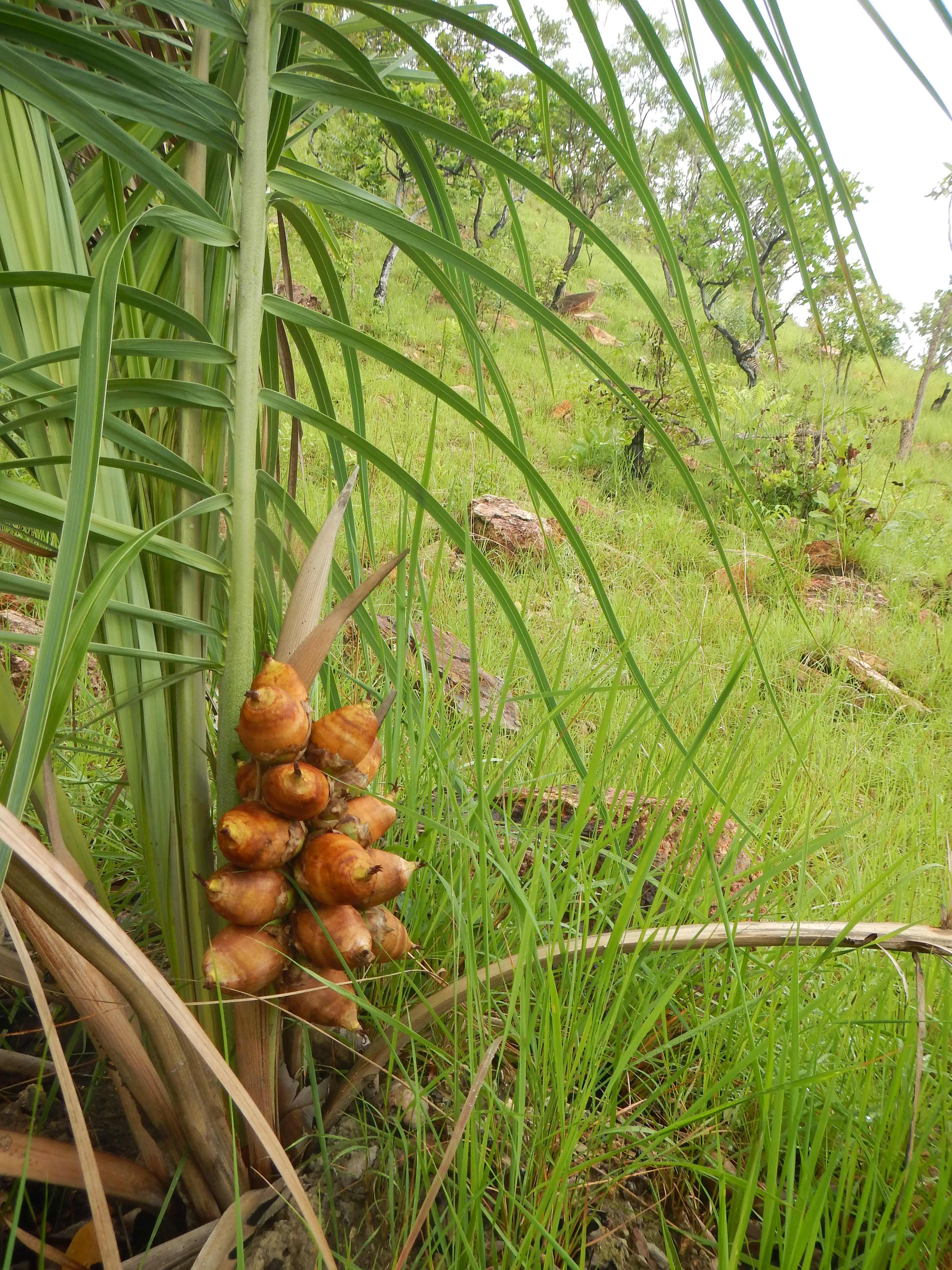
Owocująca Attalea eichleri

Rodzaj z rodziny arekowatych (Arecaceae) z rzędu arekowce (Arecales). W obrębie rodziny należy do podrodziny Arecoideae, plemienia Cocoseae i podplemienia Attaleinae. W badaniach molekularnych ma dobrze potwierdzony monofiletyzm. Najbliżej spokrewniony jest z rodzajami Lytocaryum i arekowiec Syagrus, w innych analizach – z rodzajem kokos Cocos. 
Skamieniałości roślin z tego rodzaju lub blisko spokrewnionych przodków znajdowano w warstwie z eocenu z Florydy, z oligocenu na Węgrzech oraz z miocenu w Meksyku.
Wykaz gatunków
- Attalea allenii H.E.Moore
- Attalea amygdalina Kunth
- Attalea amylacea (Barb.Rodr.) Zona
- Attalea anisitsiana (Barb.Rodr.) Zona
- Attalea apoda Burret
- Attalea attaleoides (Barb.Rodr.) Wess.Boer
- Attalea barreirensis Glassman
- Attalea bassleriana (Burret) Zona
- Attalea brasiliensis Glassman
- Attalea brejinhoensis (Glassman) Zona
- Attalea burretiana Bondar
- Attalea butyracea (Mutis ex L.f.) Wess.Boer
- Attalea camopiensis (Glassman) Zona
- Attalea cephalotus Poepp. ex Mart.
- Attalea cohune Mart.
- Attalea colenda (O.F.Cook) Balslev & A.J.Hend.
- Attalea compta Mart.
- Attalea crassispatha (Mart.) Burret
- Attalea cuatrecasasiana (Dugand) A.J.Hend., Galeano & R.Bernal
- Attalea dahlgreniana (Bondar) Wess.Boer
- Attalea degranvillei (Glassman) Zona
- Attalea dubia (Mart.) Burret
- Attalea eichleri (Drude) A.J.Hend.
- Attalea exigua Drude
- Attalea fairchildensis (Glassman) Zona
- Attalea funifera Mart.
- Attalea geraensis Barb.Rodr.
- Attalea guacuyule (Liebm. ex Mart.) Zona
- Attalea guianensis (Glassman) Zona
- Attalea hoehnei Burret
- Attalea huebneri (Burret) Zona
- Attalea humilis Mart. ex Spreng.
- Attalea iguadummat de Nevers
- Attalea insignis (Mart.) Drude
- Attalea kewensis (Hook.f.) Zona
- Attalea lauromuelleriana (Barb.Rodr.) Zona
- Attalea leandroana (Barb.Rodr.) Zona
- Attalea luetzelburgii (Burret) Wess.Boer
- Attalea macrolepis (Burret) Wess.Boer
- Attalea magdalenica (Dugand) Zona
- Attalea maracaibensis Mart.
- Attalea maripa (Aubl.) Mart.
- Attalea maripensis (Glassman) Zona
- Attalea microcarpa Mart.
- Attalea × minarum (Balick, A.B.Anderson & Med.-Costa) Zona
- Attalea moorei (Glassman) Zona
- Attalea nucifera H.Karst.
- Attalea oleifera Barb.Rodr.
- Attalea osmantha (Barb.Rodr.) Wess.Boer
- Attalea pacensis M.Moraes & Pintaud
- Attalea peruviana Zona
- Attalea phalerata Mart. ex Spreng.
- Attalea × piassabossu Bondar
- Attalea pindobassu Bondar
- Attalea plowmanii (Glassman) Zona
- Attalea princeps Mart.
- Attalea racemosa Spruce
- Attalea rostrata Oerst.
- Attalea salazarii (Glassman) Zona
- Attalea salvadorensis Glassman
- Attalea seabrensis Glassman
- Attalea septuagenata Dugand
- Attalea speciosa Mart.
- Attalea spectabilis Mart.
- Attalea × teixeirana (Bondar) Zona
- Attalea tessmannii Burret
- Attalea vitrivir Zona
- Attalea × voeksii Noblick ex Glassman
- Attalea weberbaueri (Burret) Zona
- Attalea wesselsboeri (Glassman) Zona

## Zastosowanie
Rośliny te są najważniejszym źródłem olejów roślinnych dla ludności tubylczej w Ameryce Centralnej i Południowej (w czasie II wojny światowej zyskały też znaczenie jako istotne źródło olejów dla USA). W kulturze zachodniej pozyskiwany z tych palm olej babassu wykorzystywany jest głównie w aromaterapii i do wyrobu kosmetyków. Olejów dostarczają m.in. nasiona A. phalerata, A. butrracea, A. cohune, A. maripa (u tego gatunku oleje zawarte są także w owocu, nie tylko w nasionach), A. spectabilis, A. speciosa i A. oleifera. Nasiona wielu gatunków są jadalne, zwłaszcza A. cuatrecasana. Spożywane bywają także młode liście, a owoce i liście różnych gatunków wykorzystywane są jako pasza dla zwierząt. Młode liście po spaleniu wykorzystywane są jako źródło soli. Pochwy liściowe A. funifera dostarczają twardego włókna zwanego piasawa, stosowanego zwłaszcza do wyrobu szczotek i mioteł. Twarde owoce są polerowane i używane do rzeźbienia. Liście różnych gatunków (m.in. A. spectabilis, A. maripa) używane są jako surowiec plecionkarski (w tym także do wyrobu pułapek do łowienia ryb). Palmy te są sadzone również jako ozdobne (np. A. maripa). Wykorzystywane są także jako rośliny lecznicze, a ich drewno jako surowiec konstrukcyjny i opał.